# VSV-EBOV
El VSV-EBOV es una vacuna contra la enfermedad del virus del Ébola (ebolavirus) creada por científicos en el Laboratorio de Microbiología Nacional, en Winnipeg, Canadá. La Agencia de Salud Pública de Canadá posee la vacuna y la patente; y la autorizó para ser usada por la compañía NewLink Genetics en 2010, de modo que la vacuna podría ser desarrollada, aprobada por las autoridades reguladoras, y disponible para su uso. Posteriormente NewLink autorizó los derechos a Merck en 2014.[cita requerida]
VSV-EBOV es una vacuna recombinante, competente para la replicación. Consiste en un virus de la estomatitis vesicular (VSV), que ha sido genéticamente modificado para expresar glucoproteínas de Ébola y así provocar una respuesta inmune contra el ebolavirus. La variante de la vacuna conocida como rVSV-ZEBOV, rVSV-ZEBOV-GP, VSVΔG-ZEBOV o BPSC1001 expresa glucoproteínas del ebolavirus de Zaire o ZEBOV, especies que causan la mayor tasa de mortalidad entre los estos virus, mientras que rVSV-MARV o rVSV-MARV- GP expresa los del filovirus Marburg o MARV. Hasta enero de 2016, los ensayos clínicos de fase III estaban en curso.

## Uso médico
VSV-EBOV Es una vacuna contra la enfermedad por el virus del Ébola.

## Efectos secundarios
En ensayos de fase I, los efectos secundarios fueron de leves a moderados, incluyendo fiebre, artritis y dolor asociado que duró una media de 8 días.

## Creación
La fabricación de la vacuna para el ensayo de Fase I fue realizada por IDT Biologika. La fabricación de la vacuna para el ensayo de la fase III fue hecha por Merck usando células de monos verdes africanos, que se habían utilizado para hacer su vacuna RotaTeq contra rotavirus.

## Historia

Área en la que el virus del Ébola de África Occidental comenzó y afectó a los países vecinos, al final causó más de 28000 casos, con aproximadamente el 45 % del número total que terminó en fatalidad.

Los científicos que trabajan para la Agencia de Salud Pública de Canadá (ASPC) crearon la vacuna, y solicitó una patente en 2003. Desde 2005-2009, fueron publicados tres ensayos con animales sobre el virus, todos financiados por los gobiernos de Canadá y Estados Unidos. En 2005, se encontró que una sola inyección intramuscular de la vacuna EBOV o MARV inducía respuestas inmunitarias completamente protectoras en primates no humanos (macacos cangrejeros, Macaca fascicularis) contra infecciones correspondientes con el EBOV o MARV, tıpicamente letales.
En 2010, la ASPC licenció la propiedad intelectual de la vacuna a una pequeña compañía estadounidense llamada Bioprotection Systems, que era una subsidiaria de NewLink Genetics.
En diciembre de 2013, la mayor epidemia de Ébola comenzó en África Occidental, concretamente en Guinea. En septiembre u octubre de 2014, Newlink formó un comité directivo entre las partes interesadas, incluyendo las agencias de salud ASPC, NIH y la OMS, para planificar el desarrollo clínico de la vacuna.

En octubre de 2014 NewLink Genetics comenzó un ensayo clínico de fase I de rVSV-ZEBOV en sujetos humanos sanos para evaluar la respuesta inmune, identificar cualquier efecto secundario y determinar la dosis adecuada. Los ensayos de fase I se llevaron a cabo en Gabón, Kenia, Alemania, Suiza, Estados Unidos y Canadá. En noviembre de 2014, NewLink otorgó derechos exclusivos a la vacuna a Merck.
En marzo de 2015, un ensayo clínico de fase II y una fase III comenzaron en Guinea al mismo tiempo; el ensayo de Fase II se centró en trabajadores de salud de primera línea, mientras que el ensayo de Fase III fue una vacunación en anillo en la que los contactos cercanos de las personas que contrajeron el virus Ébola fueron vacunados con VSV-EBOV. Los resultados preliminares se publicaron en julio. En el mismo informe, la OMS comunicó que el ensayo se extendió.[cita requerida]
«Incluso si el tamaño de la muestra es bastante pequeño y se necesita más investigación y análisis, la magnitud de la emergencia de salud pública debería llevarnos a continuar usando esta vacuna ahora... Por lo tanto, la replicación de un enfoque dirigido a los más expuestos a riesgo de infección debería ocurrir de inmediato y exhortamos a los gobiernos de los países afectados a que comiencen a utilizar esta vacuna tan pronto como puedan en el marco del ensayo existente», mencionó el Dr. Bertrand Draguez, Director Médico de la organización Médicos Sin Fronteras.
En enero de 2016, GAVI Alliance firmó un acuerdo con Merck en virtud del cual el laboratorio acuerda proporcionar la vacuna VSV-EBOV para futuros brotes de Ébola en tanto que GAVI pagó a Merck cinco millones de dólares; Merck usará los fondos para completar los ensayos clínicos y obtener la aprobación regulatoria. A partir de esa fecha, Merck habría presentado una solicitud a la Organización Mundial de la Salud a través de su programa de Evaluación y Listado de Uso de Emergencia (EUAL) para permitir el uso de la vacuna en caso de otra epidemia. Cerca de 800 personas fueron vacunadas en anillo con VSV-EBOV cuando otro brote de Ébola ocurrió en Guinea en marzo de 2016.